# Sunbather (album)
Sunbather là album phòng thu thứ hai của ban nhạc Mỹ Deafheaven. Album được thu âm vào tháng 1 năm 2013 và phát hành 11 tháng 6 năm 2013 bởi Deathwish Inc. Album nhận được phản hồi cực kỳ tích cực bởi các nhà phê bình. Album được phát hành dưới sự cho phép của Creative Commons (BY-NC-SA). Bìa đĩa Sunbather được thiết kế bởi Nick Steinhardt của Touché Amoré, người cũng thiết kế album bìa cho đầu tay 2011 Roads to Judah.

## Tiếp nhận

### Tiếp nhận phê bình
| Đánh giá chuyên môn  | Đánh giá chuyên môn |
| Điểm trung bình      | Điểm trung bình     |
| Nguồn                | Đánh giá            |
| -------------------- | ------------------- |
| Metacritic           | (92/100)            |
| Nguồn đánh giá       |                     |
| Nguồn                | Đánh giá            |
| Absolutepunk         | 100%                |
| Allmusic             | [ 9 ]               |
| The A.V. Club        | (A)                 |
| CraveOnline          | (8.5/10)            |
| Consequence of Sound | 4.5/5               |
| Decibel              | (9/10)              |
| Exclaim!             | (9/10)              |
| Pitchfork Media      | (8.9/10)            |
| Rolling Stone        | [ 15 ]              |
| Spin                 | (8/10)              |

Sunbather nhận được đánh giá cực kỳ tích cực bởi các nhà phê bình. Metacritic, trên thang điểm 100, album nhận được điểm trung bình 92, dựa trên 18 bài đánh giá.
Trên Pitchfork, Brandon Stosuy chọn Sunbather là "Album mới hay nhất" và ghi rằng: "Với Sunbather, Deafheaven đã làm nên một trong những album hay nhất năm, gây ấn tượng bởi tỉ lệ của nó, cùng một cách với The Seer của Swans làm năm ngoái [2012]. Giống kiệt tác của M. Gira, nó có khả năng chiếm được sự chú ý của những người không thường nghe thứ âm nhạc nặng [heavy music]."

### Vinh danh
"—" biểu thị cho các danh sách không xếp theo theo thứ tự.
| Công bố                  | Quốc gia      | Tác phẩm      | Giải                                                     | Năm  | Vị trí |
| ------------------------ | ------------- | ------------- | -------------------------------------------------------- | ---- | ------ |
| Spin[17]                 | US            | Sunbather     | 50 album hay nhất 2013                                   | 2013 | 22     |
| Stereogum[18]            | US            | Sunbather     | 50 album hay nhất 2013                                   | 2013 | 2      |
| Rock Sound[19]           | UK            | Sunbather     | 50 album hay nhất 2013                                   | 2013 | 13     |
| The A.V. Club[20]        | US            | Sunbather     | 23 album hay nhất 2013                                   | 2013 | 3      |
| Exclaim![21]             | Canada        | Sunbather     | Top 10 album Metal & Hardcore 2013                       | 2013 | 4      |
| Spin[22]                 | US            | Sunbather     | 20 album Metal hay nhất 2013                             | 2013 | 1      |
| NPR[23]                  | US            | Sunbather     | 50 album yêu thích của NPR Music 2013                    | 2013 | —      |
| Stereogum[24]            | US            | Sunbather     | 50 album Metal hay nhất 2013                             | 2013 | 1      |
| Rolling Stone[25]        | US            | Sunbather     | 20 album Metal hay nhất 2013                             | 2013 | 1      |
| Pitchfork[26]            | US            | Sunbather     | Top 50 album hay nhất 2013                               | 2013 | 6      |
| Treble[27]               | US            | Sunbather     | 50 album hay nhất 2013                                   | 2013 | 1      |
| Metacritic[28]           | International | Sunbather     | Album hay nhất 2013                                      | 2013 | 1      |
| Metacritic[29]           | International | Sunbather     | Top 10 album được các nhà phê bình đánh giá cao năm 2013 | 2013 | 16     |
| Sputnikmusic[30]         | US            | Sunbather     | Top 50 album 2013                                        | 2013 | 3      |
| AbsolutePunk[31]         | US            | Sunbather     | Top 30 album 2013                                        | 2013 | 6      |
| Decibel[32]              | US            | Sunbather     | Top 40 album 2013                                        | 2013 | 11     |
| ChartAttack[33]          | Canada        | Sunbather     | Các Album định nghĩa nhạc Indie 2013                     | 2013 | —      |
| Pitchfork[34]            | US            | Sunbather     | Top 40 album Metal 2013                                  | 2013 | 1      |
| Pitchfork[35]            | US            | Sunbather     | 100 album hay nhất thập kỷ tính tới nay (2010-2014)      | 2014 | 26     |
| PopMatters[36]           | US            | "Dream House" | 75 bài hát hay nhất 2013                                 | 2013 | 25     |
| Consequence of Sound[37] | US            | "Dream House" | Top 50 bài hát 2013                                      | 2013 | 18     |
| Rolling Stone[38]        | US            | "Dream House" | 100 bài hát hay nhất 2013                                | 2013 | 92     |
| Pitchfork[39]            | US            | "Dream House" | Top 100 bài hát 2013                                     | 2013 | 9      |
| ChartAttack[40]          | Canada        | "Sunbather"   | 50 bài hát hay nhất 2013                                 | 2013 | —      |
| Pitchfork[41]            | US            | cover art     | Top 25 bìa album 2013                                    | 2013 | —      |

## Thành tích thương mại
Album đạt vị trí #130 trên Billboard 200 và #10 trên Hard Rock Albums với 3,720 bản bán được trong tuần đầu tại Mỹ. Album bán được hơn 30,000 bản tại Mỹ tính đến 2014.

## Danh sách bài hát
Tất cả nhạc phẩm được sáng tác và soạn bởi Deafheaven.
1. "Dream House" – 9:15
2. "Irresistible" – 3:13
3. "Sunbather" – 10:17
4. "Please Remember" – 6:26
5. "Vertigo" – 14:37
6. "Windows" – 4:43
7. "The Pecan Tree" – 11:27

### Bài hát tặng kèm trên toàn cầu
1. "Punk Rock / Cody" (bản gốc của Mogwai) – 10:37

## Thành phần tham gia
Sunbather personnel adapted from liner notes.
Deafheaven
- George Clarke – hát, piano
- Kerry McCoy – guitar, bass guitar
- Daniel Tracy – trống

Nghệ sĩ khác
- Stéphane "Neige" Paut (Alcest) – nói trong "Please Remember"

Sản xuất và thu âm
- Deafheaven – thu âm
- Jack Shirley – sản xuất, thu âm, chỉnh sửa, phối khí, điều khiển

Ảnh bìa
- Ryan Aylsworth – ảnh
- Sara Mohr – vẽ mẫu
- Nick Steinhardt (Touché Amoré) – chỉ đạo bìa, thiết kế

## Vị trí bảng xếp hạng
| BXH (2013)                      | Vị trí cao nhất |
| ------------------------------- | --------------- |
| US Billboard 200                | 130             |
| US Billboard Hard Rock Albums   | 10              |
| US Billboard Heatseekers        | 2               |
| US Billboard Independent Albums | 23              |
| US Billboard Top Rock Albums    | 40              |
| US Billboard Tastemaker Albums  | 18              |